# Официальная наука
«Официальная наука», «ортодоксальная наука», «догматическая наука», «официальная научная парадигма» — термины, используемые в псевдонауке и конспирологии для обозначения науки в противоположность терминам «альтернативная наука», «нетрадиционная наука». Употребление этих терминов является одним из характерных признаков псевдонауки; они используются в рамках теории заговора «официальных учёных». Термин «официальная наука» может конкретизироваться для отдельных научных дисциплин («официальная история» и т . п.). Так, среди представителей советского диссидентского движения было популярно разделение историков на «официальных» (зачастую таковыми считались любые профессиональные исследователи) и независимых.
Антинаучные представления развились на основе философских концепций постмодернизма, которые отрицают существование объективной истины и рассматривают результаты науки как продукт сговора учёных. В рамках псевдонауки и конспирологии утверждается, что «официальная научная парадигма» устарела, приходит эра нового знания, где «догматической науке» не будет места. «Официальная наука» изображается как орудие мирового зла, что негативно влияет на восприятие науки общественностью. Недоверие неспециалистов к официальному дискурсу способствует распространению термина. Утверждается, что «официальные учёные» игнорируют или утаивают неудобные для них находки, чтобы не допустить сомнений в правильности их парадигмы.
С точки зрения научного подхода, «официальная наука» как таковая не существует, есть наука и иные сферы, наукой не являющиеся. Термин «официальная наука» используется для дискредитации реальной науки и присваивания ненаучными направлениями статуса науки («альтернативная, подлинная наука» в противовес «ложной официальной»). Термин применяется с целью сместить дискуссию из научной сферы в политическую или иную, перейти от анализа фактов к апелляции к личности. В действительности учёные, работающих в научных организациях, могут иметь диаметрально противоположные взгляды на один и тот же вопрос.
Распространённым аргументом в рамках псевдонауки является неверно понятая идея относительности научного знания. Утверждается, что «официальные» теории в будущем могут быть признаны заблуждениями, а нынешняя псевдонаука станет научным мейнстримом. Например, будут обнаружены доказательства, что эволюции не существует. Для доказательства подобных тезисов, приводятся реальные примеры, позднейшего признания идей, вначале отвергнутых наукой, таких как взгляды Джордано Бруно, законы генетики Грегора Менделя и др. Из этого делается вывод, что никакое научное утверждение нельзя считать истинным, поскольку «официальные учёные» не имеют способа, позволяющего отличить правду от вымысла (в отличие от «альтернативной, подлинной науки»).
Ошибочность данной аргументации в том, что, хотя научное знание действительно меняется, но не хаотично, по прихоти «академических учёных», а в результате получения новых фактов и совершенствования их теоретического описания, и возврат к устаревшим представлениям маловероятен, а относительность научного знания не повышает вероятность современной псевдонауки стать мейнстримом.
Авторы псевдонаучных работ могут заявлять, что официальная наука их не признаёт, как ранее не признавала генетику и кибернетику. В то же время влияние тоталитарного государства действительно может препятствовать развитию науки, и оказывать поддержку псевдонауке.
Базовые идеи американского публициста Чарльза Форта, стоявшего у истоков сбора информации о предполагаемых аномальных явлениях, включали представление, что необъяснённые явления случаются каждодневно, но игнорируются учёными, поскольку не вписываются в теории. В письме 1931 года к Теодору Драйзеру по поводу работ Форта Герберт Уэллс выказывал неприятие понятия «ортодоксальной науки»: «наука — это нескончаемый процесс исследований, какая, чёрт возьми, в них может содержаться ортодоксия?!».
«Фортовские феномены», то есть тематика его интересов и выпады против «официальной науки», повторялись в книгах Чарльза Берлица, Айвена Сандерсона и Эриха фон Дэникена, а также многих других писателей.